# ド・ロンシャン点

垂心(H)と外心(O)とド・ロンシャン点(L)

ド・ロンシャン点（ド・ロンシャンてん、英語: de Longchamps Point）は、幾何学用語のひとつ。三角形の外心に対して、垂心と対称な点のこと。また、反中点三角形の垂心と定義することもできる。フランスの数学者、Gaston Albert Gohierre de Longchamps（英語版）に因み名づけられた。

## 性質
- 外心に対して垂心と対称の位置にある。即ち、この点はオイラー線上にある。
- 中心をBC,CA,ABの中点とし、それぞれA,B,Cを通る円の根円（ド・ロンシャン円）の中心（根心）である[4]。ド・ロンシャンの論文では、これを定義としている。
- それぞれA,B,Cを通るBC,CA,ABの平行線と外接円の交点を通る、BC,CA,ABの垂線はド・ロンシャン点で交わる[5]。
- 内心とジェルゴンヌ点を結ぶ直線（ソディ線）上にある[6]。
- GEOS円上にある。
- 4面が合同な四面体において、1つの頂点から対面に下ろした垂線はド・ロンシャン点を通る。
- AL2-BC2=BL2-CA2=CL2-AB2が成り立つ。
- 九点円と同心で、外接円半径の3/2の半径を持つ円をシュタイナー円（Steiner circle）という。外接円とシュタイナー円の相似中心の一つはド・ロンシャン点である。
- クラーク・キンバリングの「Encyclopedia of Triangle Centers」ではX20として登録されており、重心座標は以下の式で表される[7]。
{\displaystyle \tan B+\tan C-\tan A:\tan C+\tan A-\tan B:\tan A+\tan B-\tan C}
- ダルブ―三次曲線の「Pivot Point」である。